# Дальневосточное мореходное училище
Дальневосточное мореходное училище — среднее профессиональное учебное заведение в Находке. Организационно-правовая форма учебного заведения — филиал Федерального государственного бюджетного образовательное учреждение высшего образования «Дальневосточного рыбохозяйственного университета» («ДМУ» (филиал) ФГБОУ ВО «Дальрыбвтуз»).

## История
Учебное заведение было открыто как Дальневосточный морской рыбопромышленный техникум во Владивостоке 5 ноября 1927 года. Постановлением Совета министров СССР № 687 от 07 июля 1953 года техникум был преобразован в Дальневосточное мореходное училище. 18 октября 1956 года по приказу № 276 Министерства рыбной промышленности РСФСР училище переехало в Находку, где объединилось с Находкинской мореходной школой, школой юнг и Комсомольской-на-Амуре рыбопромышленной мореходной школой. Новым зданием была выбрана бывшая гостиница (в 1940-х гг. на этом месте располагался госпиталь). В 1977 году ДМУ было удостоено ордена Трудового Красного Знамени.
Училище ведет обучение по морским специальностям: Судовождение, Эксплуатация судовых энергетических установок, Эксплуатация судового электрооборудования и средств автоматики, Монтаж и техническая эксплуатация холодильно-компрессорных машин и установок (по отраслям), Эксплуатация оборудования радиосвязи и электрорадионавигации судов, Промышленное рыболовство, а также нескольким береговым специальностям: Организация перевозок и управления на транспорте (по видам), Информационные системы (по отраслям), Экономика и бухгалтерский учёт (по отраслям). Действуют очная и заочная формы обучения. Практику курсанты проходят на учебном парусном судне «Паллада» (Владивосток), предприятиях Находки.
Учебное заведение располагает развитой лабораторной базой: здесь имеются современные информационно-вычислительный и тренажерный центры. Имеется спортзал, библиотека, столовая. Иногородним предоставляется общежитие, выплачивается стипендия.
В июне 2010 года училище посетили кадеты и преподаватели морского школы из Японии, прибывшие с дружественным визитом в Находку.

### Выпускники училища
Тысячи курсантов закончивших ДМУ стали капитанами дальнего плавания, кавалерами орденов и медалей, Героями Социалистического труда, директорами крупных плавучих заводов, морских портов, предприятий рыбодобывающей и рыбообрабатывающей промышленности.
- Выпускником училища 1968 года был будущий адмирал Тихоокеанского флота 2001—2007 годов — Виктор Фёдоров (ранее при учебном заведении долгое время действовала военная кафедра и курсантов ДМУ нередко призывали на службу в Тихоокеанский флот).
- Известным выпускником ДМУ был руководитель Сахалинской области 1993—1995 гг. Евгений Краснояров.
- Выпускник «ДМУ» (1975 года) Зорченко, Николай Кузьмич — капитан учебных парусных судов «Паллада» и «Седов».
- Закончил «ДМУ» в 1975 году и известный яхтсмен, путешественник, проектировщик и создатель яхт Языков, Виктор Аркадьевич. Участник таких соревнований, как Whitbread 1989/90, Europe-1-Star, Around Alone 1998/99, 8 раз пересекал Атлантический океан и 5 раз — Тихий.